# Beautiful Dreamer

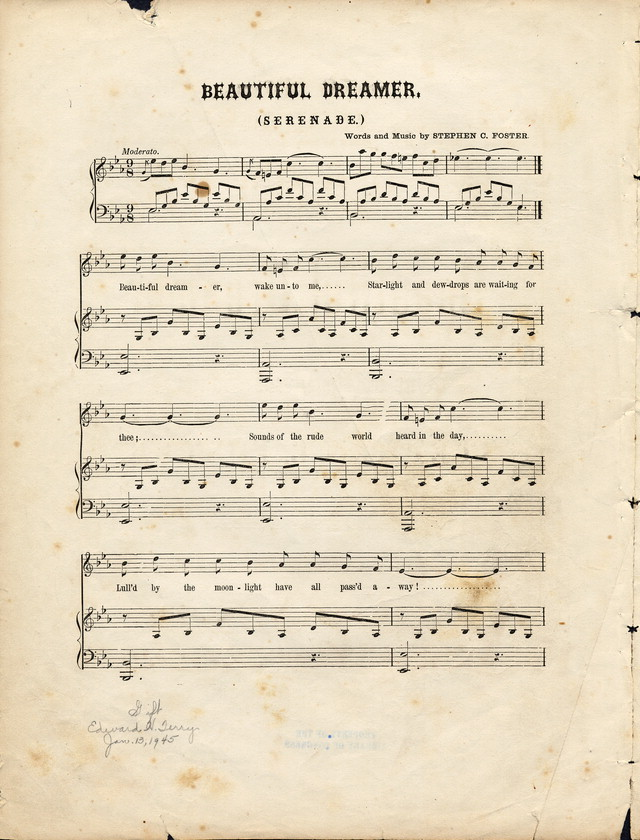
Partitura de Beautiful Dreamer.

Beautiful Dreamer (en inglés: Bella soñadora) es una canción compuesta por Stephen Foster y publicada póstumamente en 1864 por William A. Pond & Co. de Nueva York. La primera edición declara en su portada que «Beautiful Dreamer es la última canción compuesta por Stephen C. Foster (1826-1864), solo unos pocos días antes de su muerte».
La autora de Song, Carol Kimball descubrió sin embargo que la fecha del registro de autor de la primera edición databa de 1862, lo que sugiere según ella que la canción fue compuesta y preparada para su publicación dos años antes de la muerte de Foster. Existen al menos veinte canciones, observa, que aducen ser la última compuesta por Foster, y se desconoce cuál es en definitiva la correcta. 
Beautiful Dreamer está escrita en ritmo de 9/8 con acompañamiento de acordes incompletos.
La letra muestra a un amante cantando una serenata a su bella soñadora, que no es consciente de todos los placeres mundanos y de hecho podría estar muerta. Varias obras de Foster destacan jóvenes mujeres muertas, incluyendo a Annie, Laura Lee y Jeanie.
Helen Lightner escribió que «esta balada sentimental parece música folclórica por su carácter, su melodía repetitiva pero encantadora, y su acompañamiento armónico básico....la tranquilidad de este estado de ánimo se resalta por la monotonía del acompañamiento arpegiado, la repetición del patrón melódico, y la misma estructura de las estrofas».